# USS Mobile (CL-63)
USS Mobile (CL-63) là một tàu tuần dương hạng nhẹ thuộc lớp Cleveland của Hải quân Hoa Kỳ được hoàn tất trong Chiến tranh Thế giới thứ hai. Nó là chiếc tàu chiến thứ ba của Hải quân Mỹ được đặt cái tên này, theo tên thành phố Mobile thuộc tiểu bang Alabama. Nó đã phục vụ tại Mặt trận Thái Bình Dương từ khi nhập biên chế cho đến khi chiến tranh kết thúc. Giống hầu hết các tàu chị em cùng lớp, nó xuất biên chế không lâu sau đó, được đưa về lực lượng dự bị và không bao giờ phục vụ trở lại. Con tàu bị tháo dỡ vào đầu những năm 1960. Mobile được tặng tưởng 11 Ngôi sao chiến trận cho thành tích hoạt động trong Thế Chiến II.

## Thiết kế và chế tạo

### Thiết kế
Lớp Cleveland được thiết kế nhằm mục đích gia tăng tầm xa hoạt động, tăng cường hỏa lực phòng không và sự bảo vệ chống ngư lôi so với các tàu tuần dương Hoa Kỳ trước đây. Cho dù kém hơn ba nòng pháo 6-inch so với những chiếc lớp Brooklyn dẫn trước, hệ thống kiểm soát hỏa lực mới và tiên tiến hơn giúp cho lớp Cleveland có được ưu thế về hỏa lực trong chiến đấu thực tế. Tuy nhiên việc tăng cường thêm dàn hỏa lực phòng không hạng nhẹ cho đến cuối Thế Chiến II khiến các con tàu bị nặng đầu đáng kể.

### Chế tạo
Mobile được đặt lườn vào ngày 14 tháng 4 năm 1941 tại xưởng đóng tàu của hãng Newport News Shipbuilding and Dry Dock Company ở Newport News thuộc Virginia. Nó được hạ thủy vào ngày 15 tháng 5 năm 1942, được đỡ đầu bởi Bà Harry T. Hartwell, và được cho nhập biên chế vào ngày 24 tháng 3 năm 1943 dưới quyền chỉ huy của hạm trưởng, Đại tá Hải quân Charles J. Wheeler.

## Lịch sử hoạt động

### 1943
Sau một chuyến đi chạy thử máy tại vịnh Chesapeake và chuyến đi huấn luyện ngắn đến vịnh Casco, Mobile khởi hành đi Thái Bình Dương, đi đến Trân Châu Cảng vào ngày 23 tháng 7 năm 1943 và tiếp tục huấn luyện tại đây trong một tháng. Ngày 22 tháng 8, nó lên đường hướng sang phía Tây, gia nhập Lực lượng Đặc nhiệm 15 vào ngày hôm sau cho một đợt bắn phá đảo Marcus vào ngày 31 tháng 8. Nó tham gia thêm hai đợt không kích bằng tàu sân bay xuất phát từ Hawaii trước khi tham gia Đệ Ngũ hạm đội cho Chiến dịch quần đảo Gilbert.
Mobile hộ tống cho các tàu chiến của Lực lượng Đặc nhiệm 15 khi chúng tấn công đảo san hô Tarawa vào ngày 18 tháng 9, và của Lực lượng Đặc nhiệm 14 nhắm vào đảo Wake trong các ngày 5 và 6 tháng 10. Vào ngày 21 tháng 10 nó lên đường hướng sang phía Tây cùng với Đội đặc nhiệm 53.3. Đến ngày 8 tháng 11 nó có mặt ngoài khơi đảo Bougainville bảo vệ cho các cuộc đổ bộ tăng viện; sau đó nó đi đến Espiritu Santo gia nhập Đội đặc nhiệm 53.7 cho hoạt động tấn công và chiếm đóng Tarawa. Sau khi tham gia cuộc đổ bộ lên Betio từ ngày 20 đến ngày 28 tháng 11, nó tiếp tục ở lại khu vực này hỗ trợ cho lực lượng Thủy quân Lục chiến khi họ chiến đấu trong trận chiến ác liệt để giành quyền kiểm soát bãi đổ bộ.
Vào ngày 1 tháng 12, Mobile được điều về Lực lượng Đặc nhiệm 50, là lực lượng tàu sân bay nhanh nòng cốt của hạm đội Thái Bình Dương, vốn sẽ là hạt nhân của các lực lượng đặc nhiệm 38/58 sau này. Từ khu vực quần đảo Gilbert, lực lượng này di chuyển lên phía Bắc để không kích các đảo Kwajalein và Wotje thuộc quần đảo Marshall. Từ đây, lực lượng đặc nhiệm quay trở về Trân Châu Cảng; riêng Mobile tiếp tục đi đến San Diego, nơi nó trình diện vào ngày 29 tháng 12 để nhận nhiệm vụ hộ tống cho lực lượng đổ bộ của Đệ Ngũ hạm đội.

### 1944
Lên đường cùng với Đội đặc nhiệm 53.5 mười lăm ngày sau đó, Mobile quay trở lại khu vực quần đảo Marshall. Được cho tách ra vào ngày 29 tháng 1 năm 1944, nó cùng các đơn vị khác của Hải đội Tuần dương 13 bắn phá Wotje, rồi gia nhập trở lại lực lượng đặc nhiệm cho hoạt động tấn công và chiếm đóng Kwajalein. Cho đến ngày 6 tháng 2, nó làm nhiệm vụ bắn pháo hỗ trợ và hộ tống các tàu sân bay ngoài khơi Roi-Namur. Sau đó nó đi đến Majuro, nơi mà vào ngày 12 tháng 2, nó gia nhập Lực lượng Đặc nhiệm 58.
Nhiệm vụ của lực lượng tàu sân bay nhanh vào lúc này bao gồm việc cắt đứt các đảo mục tiêu được lực lượng Đồng Minh nhắm để chiếm đóng hiện còn do đối phương kiểm soát, đồng thời can thiệp vào các cứ điểm khác để cô lập và vô hiệu hóa sự đề kháng. Giờ đây một nhiệm vụ thứ ba được bổ sung: tấn công các căn cứ chủ lực của đối phương mà không cần sự trợ giúp của máy bay đặt căn cứ trên đất liền, và dứt điểm không cần phải quay lại tấn công lần nữa. Do đó, để trợ giúp vào việc chiếm đóng Eniwetok và bao vây Rabaul, Lực lượng Đặc nhiệm 58 khởi hành từ Majuro để hướng đến khu vực quần đảo Caroline. Trong các ngày 16-17 tháng 2, chúng tàn phá Truk, địa điểm thả neo hạm đội tốt nhất tại vùng Lãnh thổ Ủy thác, căn cứ của Hạm đội Liên hợp Nhật Bản đồng thời là trung tâm liên lạc đường biển và đường không giữa chính quốc Nhật Bản và quần đảo Bismarck.
Sau đó lực lượng di chuyển lên phía Tây Bắc về hướng quần đảo Mariana để tấn công Saipan, Tinian và Guam, chịu đựng sự đề kháng ác liệt bằng không quân tại chỗ trong các ngày 21-22 tháng 2. Sau một chặng nghỉ ngơi để tiếp liệu ngắn tại Majuro, Mobile khởi hành đi Espiritu Santo, nơi các con tàu của Đội đặc nhiệm 58.1 được tái tổ chức thành Đội đặc nhiệm 36.1 vào ngày 12 tháng 3. Đến ngày 15 tháng 3, chúng lên đường hướng về phía Tây Bắc để hỗ trợ cho lực lượng Thủy quân Lục chiến khi họ đổ bộ lên Emirau vào ngày 20 tháng 3.
Cho đến ngày 24 tháng 3, kỷ niệm sinh nhật một năm của Mobile, nó đã di chuyển trên 70.000 hải lý và tham gia 11 chiến dịch chống lại đối phương. Ba ngày sau, đội của nó một lần nữa đổi tên thành Đội đặc nhiệm 58.1 sẵn sàng cho các chiến dịch tiếp theo. Từ ngày 29 tháng 3 đến ngày 3 tháng 4, chúng tấn công Palaus, Yap và Woleai rồi quay về Majuro vào ngày 5 tháng 4. Kế tiếp chúng hỗ trợ cho các cuộc đổ bộ của lực lượng Đồng Minh lên Aitape, vịnh Humboldt và vịnh Tanah Merah thuộc New Guinea, và ném bom đảo Wake cùng sân bay Sawar trong các ngày 21–22 tháng 4. Từ đây, chúng quay trở lại khu vực quần đảo Caroline, tiến hành không kích Truk và ném bom Satawan vào ngày 29–30 tháng 4, tấn công Ponape trong ngày 1 tháng 5 trước khi quay trở lại Majuro để tiếp liệu và tiếp đạn dược chuẩn bị cho chiến dịch Mariana.
Vào ngày 6 tháng 6, lực lượng tàu sân bay lại khởi hành từ Majuro, và đến ngày 11 tháng 6 đã hiện diện tại khu vực Mariana, tấn công Saipan, Tinian, Guam và Rota. Từ đó cho đến ngày 17 tháng 6, máy bay và tàu chiến của lực lượng đã hoạt động trong vực trải rộng từ quần đảo Volcano đến quần đảo Bonin về phía cực Nam của Mariana, hỗ trợ cho cuộc tấn công đổ bộ lên Saipan cũng như ngăn ngừa việc t̉ăng cường lực lượng Nhật Bản lên hòn đảo bị bao vây và mục tiêu tiếp theo là Guam. Vào ngày 18 tháng 6, tin tức trinh sát nhận được cho biết một Hạm đội Nhật Bản xuất phát từ Philippines bắt đầu tiếp cận phía Tây quần đảo Mariana.
Trận chiến biển Philippine nổ ra vào ngày hôm sau với một cuộc tấn công của máy bay trên tàu sân bay Nhật Bản nhắm vào các con tàu đang hỗ trợ cuộc tấn công Saipan. Trong cuộc đụng độ diễn ra sau đó, Mobile tiếp tục vai trò của nó hộ tống cho các tàu sân bay, thường xuyên tung các thủy phi cơ OS2U Kingfisher của nó vào các phi vụ tuần tra chống tàu ngầm và giải cứu, trong khi máy bay từ các tàu sân bay gây ra những tổn thất không thể bù đắp cho không lực của tàu sân bay Nhật, và đánh chìm Hiyō vào ngày 20 tháng 6, đưa tổng số tàu sân bay Nhật bị đánh chìm lên ba chiếc; trước đó Shōkaku và Taihō đã bị các tàu ngầm Cavalla và Albacore đánh chìm vào ngày 19 tháng 6.
Rút lui khỏi khu vực vào ngày 23 tháng 6, lực lượng tàu sân bay đi đến đảo Pagan, tung ra đợt không kích vào ngày 24 tháng 6, rồi hướng đến Eniwetok. Tại đây vào ngày 30 tháng 6, chúng khởi hành cho các cuộc không kích khác nhắm vào các quần đảo Bonin và Volcano trong ngày 4 tháng 7 trước khi quay về phía Nam tiếp tục bảo vệ cho chiến dịch Mariana. Bắt đầu các cuộc tấn công ban ngày xuống Guam và Rota từ ngày 6 tháng 7, lực lượng tiếp tục ở lại khu vực này cho đến khi diễn ra cuộc đổ bộ xuống Guam. Vào ngày 23 tháng 7, Đội đặc nhiệm 58.1, trong đó có Mobile trong thành phần hộ tống vòng trong, di chuyển về phía Tây Nam cho các cuộc không kích xuống khu vực Tây quần đảo Caroline. Ba ngày sau chúng ném bom Yap, Ulithi và Fais, trong khi các đội đặc nhiệm 58.2 và 58.3 nhắm vào Palaus. Đến ngày 30 tháng 7, Lực lượng Đặc nhiệm 58 rút lui về Saipan, đến nơi vào ngày 2 tháng 8.
Lại lên đường ngay ngày hôm đó, chúng quay trở lại khu vực quần đảo Volcano và Bonin. Trong khi máy bay từ tàu sân bay ném bom các cơ sở đối phương tại Iwo Jima, Chichi Jima, Ani Jima và Haha Jima vào ngày 4 tháng 8, Mobile được cho tách ra cùng với Đôi tuần dương 13 và Đội khu trục 46 thực hiện một đợt càn quét tàu nổi đối phương tại khu vực Chichi Jima. Nó đã hỗ trợ vào việc đánh chìm một tàu khu trục và một tàu chở hàng. Ngày hôm sau, nó tham gia vào việc bắn phá Chichi Jima, rồi lên đường hướng đến Eniwetok.
Đội tàu sân bay nhanh của Mobile, giờ đây được đổi tên thành Đội đặc nhiệm 38.3, khởi đầu tháng 9 bằng việc tấn công Palaus từ ngày 6 đến ngày 8 tháng 9; rồi di chuyển về phía Tây không kích Mindanao trong các ngày 9-10 tháng 9 và Visayas trong các ngày 12-13 tháng 9. Vào ngày 15 tháng 9, đội đặc nhiệm quay trở về Palaus để hỗ trợ cho việc đổ bộ lên Pepeliu và Angaur. Đến ngày 18 tháng 9, các con tàu của Đội đặc nhiệm 38.3 quay trở lại Philippine; và vào ngày 21 tháng 9 máy bay của chúng đã tấn công khu vực Manila và càn quét Visayas một lần nữa vào ngày 24 tháng 9.
Lực lượng lại khởi hành từ Ulithi vào ngày 6 tháng 10 dọn đường cho chiến dịch Philippines diễn ra sau đo. Sau khi máy bay từ tàu sân bay tấn công các cơ sở đối phương trên quần đảo Ryūkyū, Mobile được cho tách ra cùng với các tàu khu trục Gatling và Cotten được cho tách ra để truy tìm và tiêu diệt hai tàu đối phương được báo cáo đang ở cách lực lượng 30 hải lý. Đến khu vực được chỉ định, chúng chỉ phát hiệm một tàu hàng lớn, chiếc kia đã bị máy bay từ tàu sân bay tiêu diệt. Ba chiếc tàu chiến nhanh chóng đánh chìm chiếc tàu hàng trước khi gia nhập trở lại Lực lượng Đặc nhiệm 38 cho các cuộc tấn công lên Đài Loan và quần đảo Bành Hồ.
Vào ngày 13 tháng 10, Mobile một lần nữa được cho tách ra cùng những chiếc trong đội của nó để hình thành lực lượng hộ tống chung quanh hai tàu tuần dương Canberra và Houston vốn bị hư hại trong các cuộc đụng độ trước đó, được đặt cái tên gượng gạo là "Đội hư hại 1" (Cripple Division 1). Mobile cùng các tàu tháp tùng đã đóng vai trò mồi nhữ, khi một báo cáo sai lầm từ phía Nhật Bản phóng đại những hư hại gây ra cho lực lượng Mỹ "bị đánh bại và đang rút lui", hy vọng thu hút lực lượng tàu nổi Nhật đuổi theo để các tàu sân bay thuộc lực lượng đặc nhiệm có thể tiêu diệt. Mệnh lệnh được thay đổi sau khi máy bay trinh sát Nhật phát hiện lực lượng Mỹ đang chờ đợi. Vì thế, Canberra và Houston được cho kéo về phía Đông để sửa chữa trong khi Mobile gia nhập trở lại Đội đặc nhiệm 38.3 vào ngày 17 tháng 10.
Ngày hôm sau, lực lượng di chuyển về phía Đông khu vực Bắc Philippine, và vào ngày 20 tháng 10 hộ tống cho các con đường tiếp cận đảo Leyte trong khi lực lượng Hoa Kỳ đổ bộ lên bờ. Trong những ngày tiếp theo, các cuộc không kích được tiến hành khắp Visayas và phía Nam Luzon. Vào ngày 24 tháng 10, Đội đặc nhiệm 38.3 bị máy bay của Hạm đội Cơ động Nhật Bản dưới quyền chỉ huy của Phó đô đốc Jisaburō Ozawa tấn công đang khi trợ giúp cho tàu sân bay Princeton. Khi Trận chiến vịnh Leyte diễn biến tại Philippine, Đội đặc nhiệm 38.3 đã tham gia Trận chiến ngoài khơi mũi Engaño vào ngày 25 tháng 10, săn đuổi Hạm đội Cơ động về phía chính quốc Nhật Bản. Được giao nhiệm vụ truy tìm và tiêu diệt các tàu đối phương bị đánh hỏng cùng lực lượng hộ tống chúng, Mobile đã trợ giúp vào việc đánh chìm tàu sân bay Chiyoda và tàu khu trục Hatsuzuki, rồi quay về phía Nam gia nhập trở lại thành phần chủ lực của Lực lượng Đặc nhiệm 38.
Trong hai tháng tiếp theo sau, chiếc tàu tuần dương tiếp tục hoạt động hỗ trợ cho chiến dịch Philippine, bảo vệ cho các tàu sân bay khi chúng tung máy bay ra hỗ trợ cho lực lượng Đồng Minh trên bờ chiếm đóng Visayas và Mindoro. Vào ngày 26 tháng 12, nó rời Ulithi quay trở về vùng bờ Tây Hoa Kỳ, đi đến đảo Terminal, California 16 ngày sau đó để đại tu và nâng cấp.

### 1945
Quay trở lại Ulithi vào ngày 29 tháng 3, nó tiếp tục đi đến Okinawa, đến nơi vào ngày 3 tháng 4, hai ngày sau các đợt tấn công đầu tiên nhắm vào thành trì Nhật Bản này. Được điều về Lực lượng Đặc nhiệm 51, một đơn vị đổ bộ của Hạm đội Thái Bình Dương, trong hai tháng tiếp theo, Mobile làm nhiệm vụ bắn pháo hỗ trợ, tuần tra phòng không và chống tàu ngầm, cũng như trong vai trò "flycatcher" phát hiện và tiêu diệt các xuồng máy cảm tử kamikaze Shinyo trước khi chúng có thể gây ra thiệt hại. Đến cuối tháng 5, nó đi đến Leyte để gia nhập Đội đặc nhiệm TG 95.7, một đơn vị huấn luyện đặt căn cứ tại Philippine, nơi nó hoạt động cho đến khi chiến tranh kết thúc.

### Sau chiến tranh
Vào ngày 20 tháng 8, Mobile rời vịnh San Pedro hướng lên phía Bắc về phía Okinawa và Nhật Bản cho nhiệm vụ hỗ trợ việc chiếm đóng. Trong tháng 9, nó thực hiện nhiều chuyến đi giữa Nhật Bản và Okinawa, chuyên chở tù binh chiến tranh Đồng Minh vừa được giải thoát trong chặng đầu tiên của hành trình quay trở về Hoa Kỳ. Trong tháng tiếp theo, nó tuần tra tại khu vực Sasebo, và vào ngày 18 tháng 11, với nhân sự Thủy quân Lục chiến và Hải quân trên tàu, nó khởi hành đi San Diego.
Đến nơi vào ngày 2 tháng 12, nó thực hiện một chuyến đi "Magic Carpet" khác trước khi đi đến Puget Sound để chuẩn bị ngừng hoạt động. Được cho xuất biên chế vào ngày 9 tháng 5 năm 1947, nó được đưa về Hạm đội Dự bị Thái Bình Dương tại Bremerton, và bị bỏ không tại đây cho đến ngày 1 tháng 3 năm 1959, khi tên của nó được rút khỏi danh sách Đăng bạ Hải quân. Mobile bị bán cho hãng Zidell Explorations, Inc. để tháo dỡ vào ngày 16 tháng 12 năm 1959, và được cho kéo đi để tháo dỡ vào ngày 19 tháng 1 năm 1960.

## Phần thưởng
Mobile được tặng tưởng 11 Ngôi sao chiến trận cho thành tích hoạt động trong Thế Chiến II.
|  |                                         |                           |
|  | Silver star · Silver star · Bronze star |                           |
|  |                                         | Bronze star · Bronze star |

| Dãi băng Hoạt động Tác chiến            |                                                                          |                                                                          |
| Huân chương Chiến dịch Hoa Kỳ           | Huân chương Chiến dịch Châu Á-Thái Bình Dương với 11 Ngôi sao Chiến trận | Huân chương Chiến thắng Thế Chiến II                                     |
| Huân chương Phục vụ Chiếm đóng Hải quân | Đơn vị Tuyên dương Tổng thống Philippine                                 | Huân chương Giải phóng Philippine (Philippine) với 2 Ngôi sao Chiến trận |